# Kilburn Park (stanice metra v Londýně)
Kilburn Park je stanice metra v Londýně, otevřená 31. ledna 1915. Navrhl ji Stanley Heaps. Stanice má výtah a eskalátory. Autobusové spojení zajišťují linky: 31, 32, 206, 316, 328, 632 a noční linky N28 a N31. V blízkosti je stanice overgroundu Kilburn High Road. Stanice se nachází v přepravní zóně 2 a leží na lince:
- Barkarolo Line mezi stanicemi Maida Vale a Queen's Park.

| Rok  | Počet cestujících |
| ---- | ----------------- |
| 2011 | 3,46 mil          |
| 2012 | 3,45 mil          |
| 2013 | 3,48 mil          |
| 2014 | 3,38 mil          |